# Chloroclystis eugerys
Syncosmia eugerys là một loài bướm đêm trong họ Geometridae.